# 세스반
세스반(sesban, 학명: Sesbania sesban 세스바니아 세스반[*])은 콩과의 관목 또는 소교목이다. 중국 남부와 동남아시아, 남아시아, 서남아시아 및 아프리카 전역에 걸친 지역, 그리고 오스트레일리아 북부에 분포한다.

## 사진

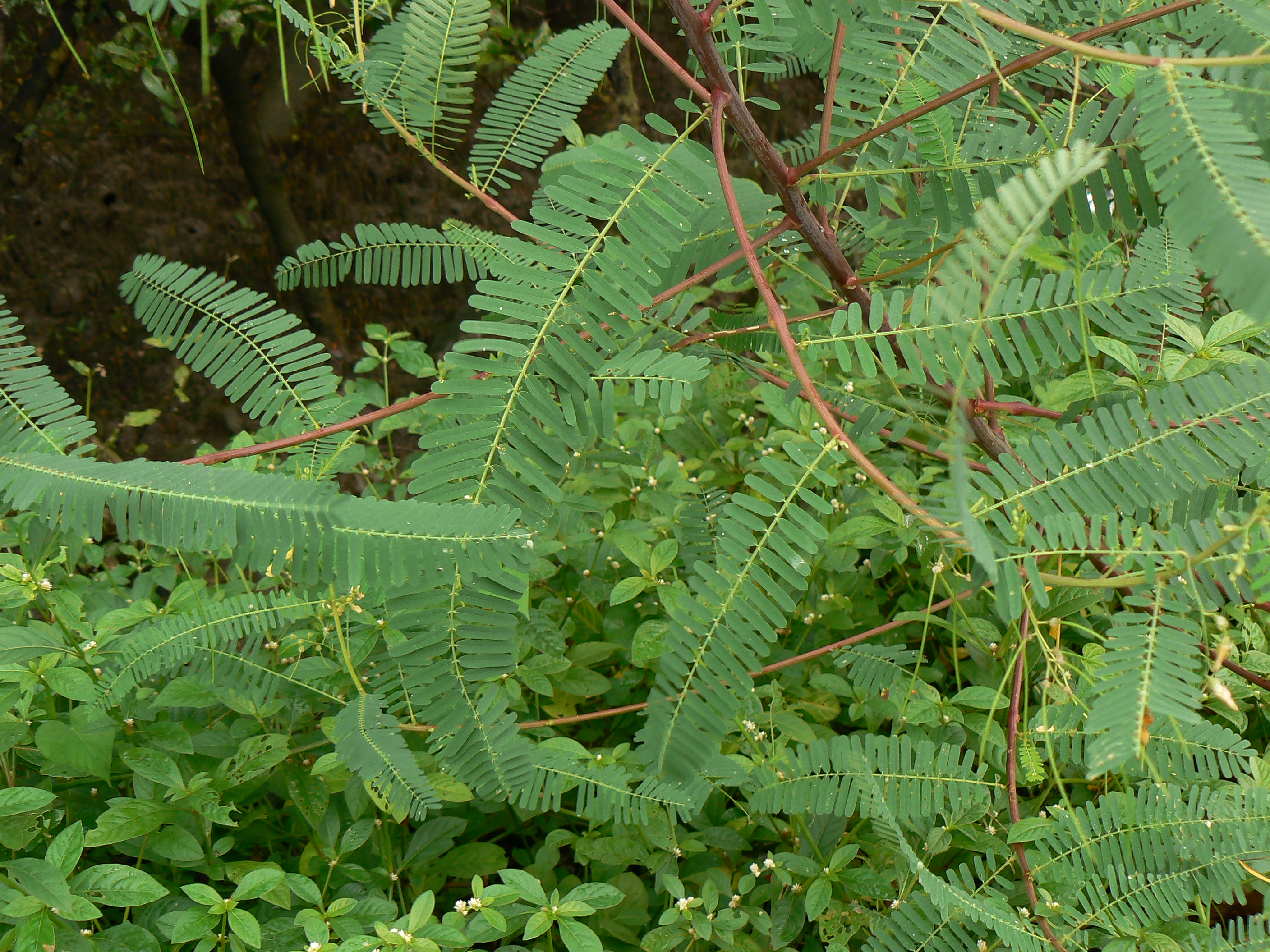
잎
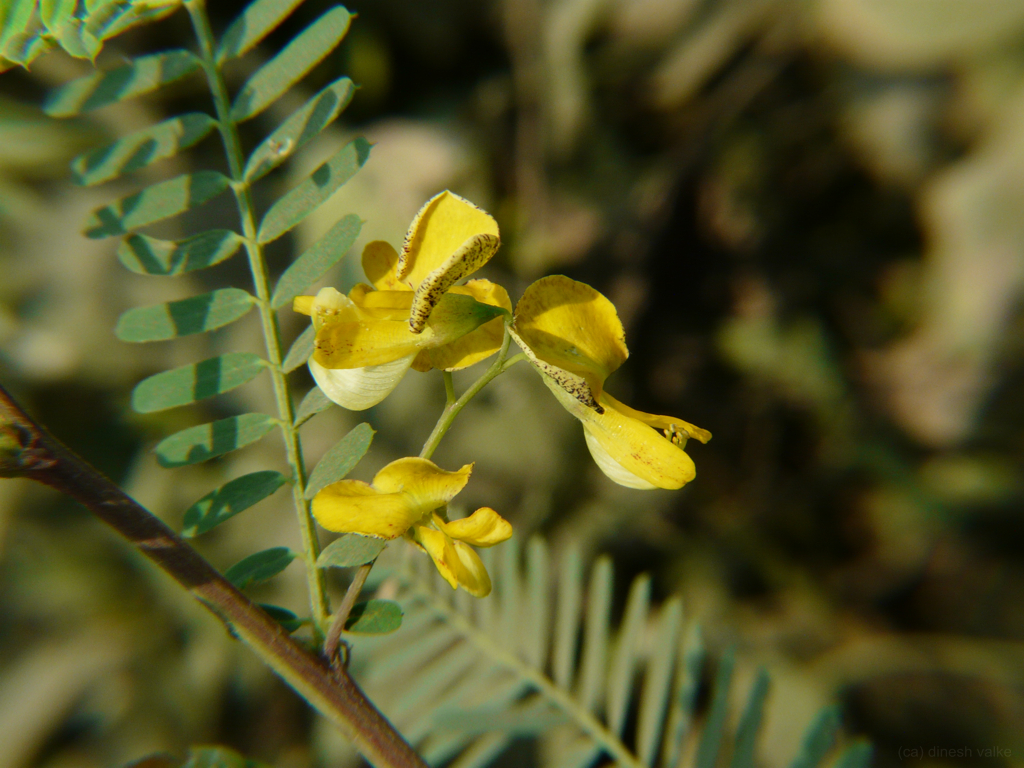
꽃